# Ed Mikan
Edward Anton "Ed" Mikan (Jolliet, Illinois, 20 de octubre de 1925-La Grange, Illinois, 22 de octubre de 1999) fue un jugador de baloncesto estadounidense que disputó 6 temporadas de la NBA. Con 2,03 m de estatura, jugaba en la posición de ala-pívot. Es hermano del también exjugador profesional George Mikan, y tío de Larry Mikan.

## Trayectoria deportiva

### Universidad
Jugó durante cuatro temporadas con los Blue Demons de la Universidad DePaul, donde hacía las labores de suplente de su hermano George. En 1945 se proclamó junto con su equipo campeón del National Invitation Tournament.

### Profesional
Fue elegido en la quinta posición del Draft de la BAA de 1948 por Chicago Stags, jugando aquel año la que a la postre sería su mejor temporada como profesional, en la que promedió 9,9 puntos y 1,0 asistencias por partido. Mediada la temporada siguiente fue traspasado a Rochester Royals, iniciando un periplo que le llevaría a jugar en los dos años siguientes también a Washington Capitols y posteriormente a Philadelphia Warriors, donde por fin volvió a jugar una temporada completa sin cambiar de equipo, la 1951-52, en la que volvió a ser una pieza importante del equipo, promediando 7,9 puntos y 7,5 rebotes por noche.
Pero a mitad de la temporada siguiente fue de nuevo traspasado, esta vez a los Indianapolis Olympians, acabando su carrera profesional al año siguiente jugando 9 partidos con los Boston Celtics. En el total de su trayectoria promedió 6,7 puntos y 5,5 rebotes por partido.

## Estadísticas de su carrera en la NBA

### Temporada regular
| Año     | Equipo                                | PJ  | MPP  | TC%  | TL%  | RPP | APP | PPP |
| ------- | ------------------------------------- | --- | ---- | ---- | ---- | --- | --- | --- |
| 1948-49 | Chicago                               | 60  | –    | .314 | .743 | –   | 1.0 | 9.9 |
| 1949-50 | Chicago                               | 21  | –    | .244 | .776 | –   | .7  | 5.1 |
| 1949-50 | Rochester                             | 44  | –    | .299 | .758 | –   | .6  | 3.7 |
| 1950-51 | Rochester / Washington / Philadelphia | 61  | –    | .347 | .725 | 5.6 | 1.0 | 8.6 |
| 1951-52 | Philadelphia                          | 66  | 27.0 | .354 | .784 | 7.5 | 1.3 | 7.9 |
| 1952-53 | Philadelphia                          | 19  | 18.8 | .291 | .794 | 6.3 | 1.2 | 5.5 |
| 1952-53 | Indianapolis                          | 43  | 13.2 | .247 | .813 | 2.7 | .4  | 3.0 |
| 1953-54 | Boston                                | 9   | 7.9  | .333 | .556 | 2.2 | .3  | 2.3 |
| Total   | Total                                 | 323 | 20.3 | .320 | .756 | 5.5 | .9  | 6.7 |

### Playoffs
| Año   | Equipo       | PJ | MPP  | TC%  | TL%   | RPP  | APP | PPP  |
| ----- | ------------ | -- | ---- | ---- | ----- | ---- | --- | ---- |
| 1949  | Chicago      | 2  | –    | .211 | .000  | .0   | .5  | 8.0  |
| 1950  | Rochester    | 2  | –    | .333 | .909  | –    | 1.0 | 13.0 |
| 1951  | Philadelphia | 2  | –    | .231 | .909  | 10.5 | 1.5 | 11.0 |
| 1952  | Philadelphia | 3  | 24.7 | .318 | .857  | 6.7  | .7  | 6.7  |
| 1953  | Indianapolis | 2  | 16.0 | .200 | 1.000 | 3.5  | .0  | 3.5  |
| Total | Total        | 11 | 21.2 | .258 | .829  | 6.9  | .7  | 8.3  |